# جمعه تعطیل نیست
جمعه تعطیل نیست نام تله تئاتری ایرانی، به شکل سریالی به کارگردانی علیرضا خمسه و تهیه‌کنندگی محمد صدری و محصول سال ۱۳۸۱ تا ۱۳۸۳ است.

«جمعه تعطیل نیست» در تابستان‌های سال‌های ۱۳۸۱ تا ۱۳۸۳ از شبکه تهران صدا و سیمای ایران به صورت زنده پخش شد.
بازیگران اصلی این برنامه علیرضا خمسه و افسانه چهره آزاد بوده‌اند و در هر قسمت با توجه به داستان، بازیگران مهمان به ایفای نقش می‌پرداختند.

## موضوع
جمعه تعطیل نیست برمحور روانشناسی خانواده شکل گرفته بود و در هر قسمت از روانشناس بهره برده می‌شد.

## برخی عوامل سازنده
- محمد صدری: تهیه‌کننده
- علیرضا خمسه: کارگردان
- لاله صبوری: سرپرست نویسندگان
- آهنگساز: محمدمهدی گورنگی[۳]
- خواننده تیتراژ: علیرضا خمسه

## برنامه ای دیگر با همین نام
در فروردین ۱۳۹۳ برنامه ای با عنوان «جمعه تعطیل نیست» به تهیه‌کنندگی «امیر احمدی» از شبکه ۵ صدا و سیمای ایران پخش شد.
این برنامه زنده با محوریت معرفی ظرفیت‌های هنری، فرهنگی، اجتماعی محله‌های مختلف شهر تهران بوده‌است.